# جون باري (كاتب سيناريو)
جون باري (بالإنجليزية: John Barry)‏ هو كاتب وكاتب سيناريو بريطاني، ولد في 3 يوليو 1935 في لندن في المملكة المتحدة، وتوفي بنفس المكان في 1 يونيو 1979 بسبب التهاب السحايا.

## وصلات خارجية
- جون باري على موقع IMDb (الإنجليزية)
- جون باري على موقع أول موفي (الإنجليزية)
- جون باري على موقع قاعدة بيانات الأفلام السويدية (السويدية)
- جون باري على موقع قاعدة بيانات الفيلم (الإنجليزية)
- جون باري على موقع كينوبويسك (الروسية)